# Andrzej Krzewniak
Andrzej Krzewniak, ps. Bolesław (ur. 30 listopada 1898 w Warszawie, zm. 27 lutego 1951 w Białymstoku) – polski tramwajarz i działacz związkowy, socjalista, prezydent Białegostoku (1945–1948), poseł na Sejm Ustawodawczy (1947–1951).

## Życiorys
Urodził się w rodzinie robotniczej. Po ukończeniu szkoły technicznej walczył w Legionach Polskich, później służył w Wojsku Polskim (m.in. w trakcie wojny polsko-bolszewickiej). Po jej zakończeniu osiedlił się we Lwowie, gdzie pracował jako ślusarz w zakładach komunikacyjnych (później kierownik zajezdni). W latach 1921–1939 należał do PPS, działał również w Związku Zawodowym Pracowników Tramwajowych Polski.
W czasie II wojny światowej w AK, należał do PPS-WRN. W lipcu 1944 znalazł się na Lubelszczyźnie, gdzie podjął współpracę z PKWN oraz „odrodzoną” PPS, pracując jako funkcjonariusz partyjny na Lubelszczyźnie, Mazowszu i Podlasiu. Od 1945 do 1947 zasiadał w Radzie Naczelnej PPS, w tym okresie kierował także Wojewódzkim Komitetem PPS w Białymstoku.
W marcu 1945 objął obowiązki wiceprezydenta Białegostoku, a od czerwca 1945 do października 1948 sprawował funkcję prezydenta miasta. W styczniu 1946 przyjął mandat posła do Krajowej Rady Narodowej z nominacji białostockiej WRN. W 1947 wszedł w skład Sejmu Ustawodawczego jako reprezentant Podlasia. 
Zmarł w Białymstoku. Pochowany na cmentarzu Powązkowskim w Warszawie (kwatera 111-4-23). 

## Ordery i odznaczenia
- Złoty Krzyż Zasługi (8 maja 1946)[4]